# Crosslauf-Europameisterschaften 2005
Die 12. Crosslauf-Europameisterschaften der EAA fanden am 11. Dezember 2005 in Tilburg (Niederlande) statt.
Im Leijpark war eine 1670 m lange Schleife eingerichtet worden, mit 1490 m Abstand zwischen Start und Ziel. Die Männer bewältigten sechs Runden (9,84 km), die Frauen und Junioren vier Runden (6,5 km) und die Juniorinnen drei Runden (4,83 km).

## Ergebnisse

### Männer

#### Einzelwertung
| Platz | Athlet             | Land | Zeit (min) |
| ----- | ------------------ | ---- | ---------- |
| 1     | Serhij Lebid       | UKR  | 27:09      |
| 2     | Alberto García     | ESP  | 27:21      |
| 3     | Driss Maazouzi     | FRA  | 27:26      |
| 4     | Bouabdellah Tahri  | FRA  | 27:27      |
| 5     | Günther Weidlinger | AUT  | 27:28      |
| 6     | Mokhtar Benhari    | FRA  | 27:35      |
| 7     | Tom Van Hooste     | BEL  | 27:36      |
| 8     | Khalid Zoubaa      | FRA  | 27:36      |

Von 90 gemeldeten und gestarteten Athleten erreichten 88 das Ziel.
Weitere Teilnehmer aus deutschsprachigen Ländern:
- 38: Martin Pröll (AUT), 28:23
- 47: Sebastian Hallmann (GER), 28:33
- 48: Arne Gabius (GER), 28:33
- 50: Stéphane Joly (SUI), 28:35
- 52: Raphael Schäfer (GER), 28:40
- 53: Oliver Mintzlaff (GER), 28:42
- 61: Christian Pflügl (AUT), 28:57
- 70: Steffen Uliczka (GER), 29:14
- 74: Martin Steinbauer (AUT), 29:24
- 85: Jens Borrmann (GER), 30:26
- 86: Thomas Aichbauer (AUT), 31:01

#### Teamwertung
| Platz | Land und Athleten                                                         | Gesamtpunktzahl und Einzelplatzierung |
| ----- | ------------------------------------------------------------------------- | ------------------------------------- |
| 1     | Frankreich Driss Maazouzi Bouabdellah Tahri Mokhtar Benhari Khalid Zoubaa | 21 03 04 06 08                        |
| 2     | Spanien Alberto García Juan Carlos de la Ossa José Ríos Iván Galán        | 64 02 09 10 43                        |
| 3     | Ukraine Serhij Lebid Leonid Rybak Jewhen Boschko Jurij Hytschun           | 71 01 19 24 27                        |

Insgesamt wurden 15 Teams gewertet. Die österreichische Mannschaft kam mit 178 Punkten auf den zehnten, die deutsche Mannschaft mit 200 Punkten auf den 13. Platz.

### Frauen

#### Einzelwertung
| Platz | Athletin            | Land | Zeit (min) |
| ----- | ------------------- | ---- | ---------- |
| 1     | Lornah Kiplagat     | NED  | 19:55      |
| 2     | Sabrina Mockenhaupt | GER  | 20:00      |
| 3     | Johanna Nilsson     | SWE  | 20:01      |
| 4     | Olivera Jevtić      | SCG  | 20:04      |
| 5     | Anikó Kálovics      | HUN  | 20:15      |
| 6     | Hayley Yelling      | GBR  | 20:16      |
| 7     | Inga Abitowa        | RUS  | 20:16      |
| 8     | Liz Yelling         | GBR  | 20:17      |

Von 75 gemeldeten Athletinnen starteten 74 und erreichten 71 das Ziel.
Weitere Teilnehmerinnen aus deutschsprachigen Ländern und Regionen:
- 23: Susanne Ritter (GER), 20:38
- 32: Silvia Weissteiner (ITA), 20:45
- 50: Birte Bultmann (GER), 21:20
- 51: Ulrike Maisch (GER), 21:22
- 57: Stephanie Maier (GER), 21:29
- 61: Christina Mohr (GER), 21:35
- DNF: Renate Rungger (ITA)

#### Teamwertung
| Platz | Land und Athletinnen                                                          | Gesamtpunktzahl und Einzelplatzierung |
| ----- | ----------------------------------------------------------------------------- | ------------------------------------- |
| 1     | Russland Inga Abitowa Marija Konowalowa Lidija Grigorjewa Lilija Schobuchowa  | 52 07 10 14 21                        |
| 2     | Vereinigtes Königreich Hayley Yelling Liz Yelling Kate Reed Natalie Harvey    | 54 06 08 16 24                        |
| 3     | Frankreich Latifa Essarokh Yamna Oubouhou Maria Martins Fatiha Klilech-Fauvel | 73 13 17 18 25                        |

Insgesamt wurden elf Teams gewertet. Die deutsche Mannschaft kam mit 126 Punkten auf den siebten Platz.

### Junioren

#### Einzelwertung
| Platz | Athlet           | Land | Zeit (min) |
| ----- | ---------------- | ---- | ---------- |
| 1     | Barnabás Bene    | HUN  | 18:41      |
| 2     | Andrew Vernon    | GBR  | 18:42      |
| 3     | Dušan Markešević | SCG  | 18:42      |

Von 104 gemeldeten und gestarteten Athleten erreichten 101 das Ziel.
- 15: Christian Glatting (GER), 19:01
- 39: Johannes Raabe (GER), 19:23
- 40: Patrick Haltermann (GER), 19:23
- 47: Rico Loy (GER), 19:30
- 61: Stefan Breit (SUI), 19:38
- 63: Christian Stanger (GER), 19:39
- 78: Falko Zauber (GER), 19:54
- 81: Loris Hutterli (SUI), 19:55
- 88: Maxime Zermatten (SUI), 20:05
- 94: Stephan Lowiner (SUI), 20:18
- 96: Alexandre Roch (SUI), 20:22
- DNF: Adrian Karrer (SUI)

#### Teamwertung
| Platz | Land und Athleten                                                             | Gesamtpunktzahl und Einzelplatzierung |
| ----- | ----------------------------------------------------------------------------- | ------------------------------------- |
| 1     | Polen Marcin Chabowski Arkadiusz Gardzielewski Kamil Murzyn Łukasz Skoczyński | 60 08 10 19 23                        |
| 2     | Vereinigtes Königreich Andrew Vernon Adam Hickey Kelvin Hardy Thomas Minshull | 68 02 13 24 29                        |
| 3     | Rumänien Ciprian Şuhanea Ştefan Pătru Mihăiţă Voicu Marius Sava               | 71 05 06 28 32                        |

Insgesamt wurden 17 Teams gewertet. Die deutsche Mannschaft kam mit 141 Punkten auf den achten Platz, die Schweizer Mannschaft mit 324 Punkten auf den 17. Platz.

### Juniorinnen

#### Einzelwertung
| Platz | Athletin       | Land | Zeit (min) |
| ----- | -------------- | ---- | ---------- |
| 1     | Ancuța Bobocel | ROU  | 15:23      |
| 2     | Emily Pidgeon  | GBR  | 15:25      |
| 3     | Susan Kuijken  | NED  | 15:33      |

Von 82 gemeldeten und gestarteten Athletinnen erreichten 80 das Ziel.
- 16: Ingalena Heuck (GER), 15:56
- 24: Astrid Leutert (SUI), 16:11
- 31: Julia Hiller (GER), 16:18
- 32: Daniela Oemus (GER), 16:18
- 45: Rhea Richter (GER), 16:29
- 54: Estelle Oberson (SUI), 16:40
- 58: Livia Burri (SUI), 16:43
- 59: Friederike Behrendt (GER), 16:44
- 60: Angela Schoenenberger (SUI), 16:47
- 66: Mireille Salathé (SUI), 16:54
- 67: Sandra Thormann (GER), 16:56
- 71: Lemi Leisibach (SUI), 16:58

#### Teamwertung
| Platz | Land und Athletinnen                                                             | Gesamtpunktzahl und Einzelplatzierung |
| ----- | -------------------------------------------------------------------------------- | ------------------------------------- |
| 1     | Vereinigtes Königreich Emily Pidgeon Morag MacLarty Stephanie Twell Sian Edwards | 30 02 06 07 15                        |
| 2     | Rumänien Ancuța Bobocel Larisa Arcip Roxana Bârcă Andreea David                  | 49 01 10 18 20                        |
| 3     | Russland Galina Maximowa Julija Iwanowa Wiktorija Iwanowa Natalja Starkowa       | 60 05 08 11 36                        |

Insgesamt wurden 13 Teams gewertet. Die deutsche Mannschaft kam mit 124 Punkten auf den sechsten Platz, die Schweizer Mannschaft mit 196 Punkten auf den elften Platz.